# Smižany

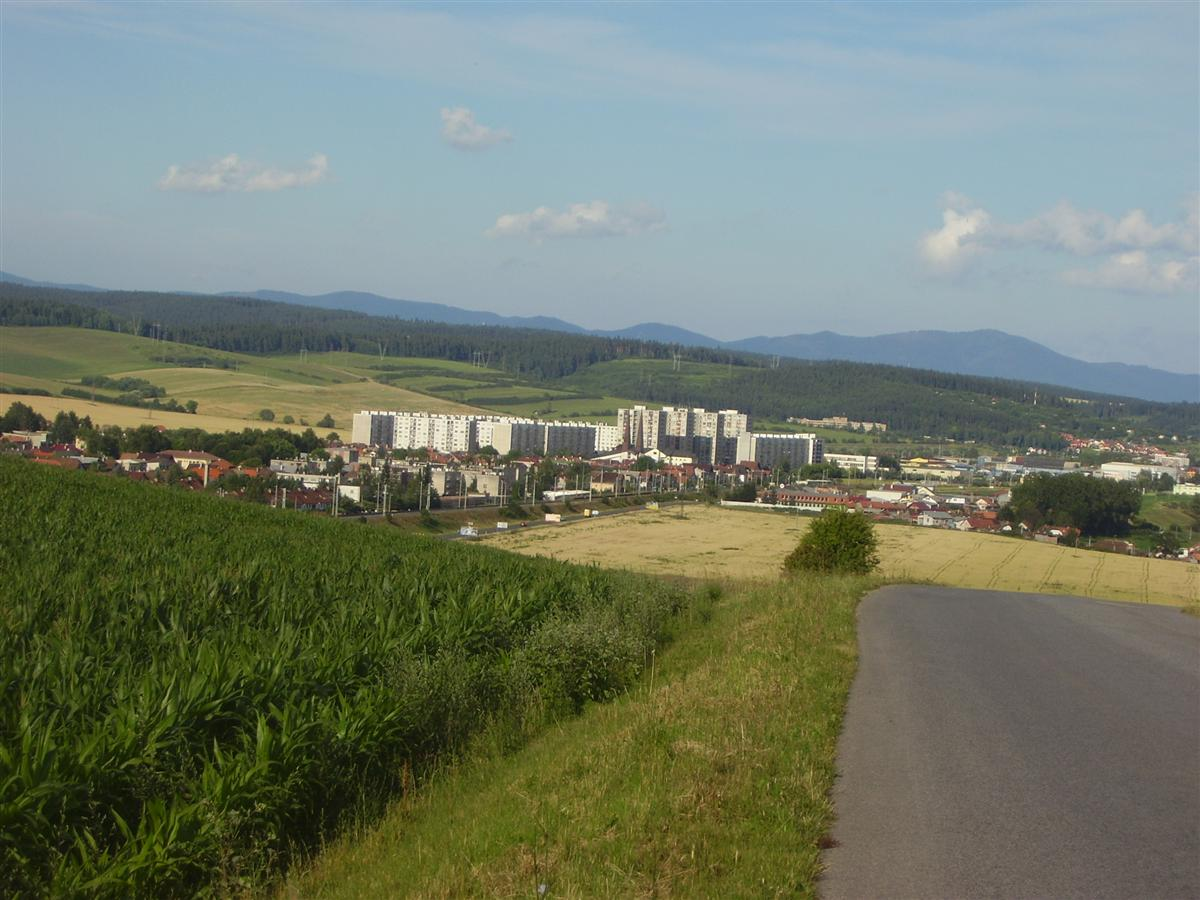
Widok na osiedle bloków (leżących w Spiskiej Nowej Wsi), po lewej zabudowania Smižan

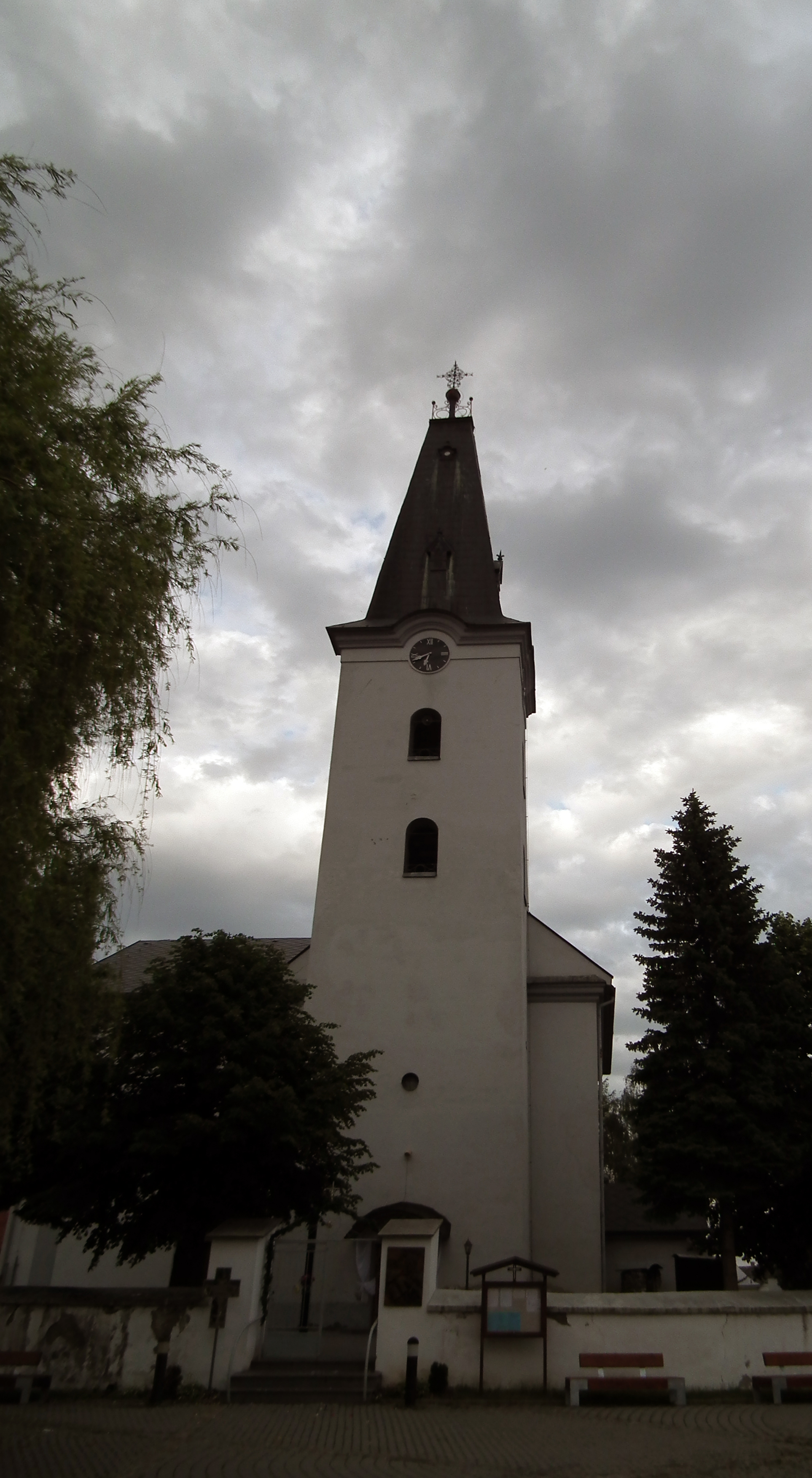
Kościół parafialny pw. św. Krzyża

Smižany (niem. Schmögen, węg. Szepessümeg) – wieś i gmina (obec) na Słowacji, w powiecie Spiska Nowa Wieś, w kraju koszyckim. Położona jest na Kotlinie Hornadzkiej, w historycznym regionie Spisz, nad rzeką Hornad, w pobliżu Słowackiego Raju.
Jest to największa miejscowość na Słowacji nie posiadająca statusu miasta.

## Historia
Prawdopodobnie teren ten był zasiedlony już w epoce kamienia. Około 2,5 tysiąca lat p.n.e. w pobliskim Čingovie powstało grodzisko. W okresie Wielkich Moraw Čingov po raz kolejny stał się centrum okolicy – wybudowano tam gród, a Smižany pełniły rolę osady służebnej. Po raz pierwszy wspomniano osadę w 1254 w liście króla węgierskiego Beli IV pod nazwą Sumugh a Villa Canis i Villa caniferorum. List był potwierdzeniem prawa do gruntu dla osadników saskich, którzy w tamtym okresie kolonizowali Spisz. W 1293 król Andrzej III zwolnił mieszkańców miejscowości z poddaństwa wobec panów spiskiego zamku oraz nadał prawa miejskie. W tym okresie miejscowa ludność zajmowała się głównie rolnictwem oraz hodowlą, byli również wśród niej rzemieślnicy.
W 1433 wieś ucierpiała w wyniku przemarszów wojsk husyckich. Wtedy też przebudowano stary romański kościół na styl gotycki. Od 1465 r. Smižany, będące do tej pory częścią „prowincji 11 miast spiskich”, weszły w skład „państwa spiskiego” i stały się własnością kolejnych rodów rezydujących na zamku.
Z zapisków XVI-wiecznego urbarza wynika, że Smižany były wówczas jednym z najważniejszych miast węgierskiego Spiszu – w 1583 r. określano je jako drugie pod względem bogactwa.
Na początku XVIII wieku miejscowość została dwukrotnie zniszczona podczas powstań antyhabsburskich – wojska Gabora Bethlena spaliły wiele domów i splądrowały kościół. W następnych dziesięcioleciach do kolejnego obrabowania miasta doszły jeszcze zarazy – w Smižanach miało pozostać zaledwie 100 mieszkańców, a miejscowość zupełnie straciła na znaczeniu. Po dłuższym okresie spokoju w 1781 spis mówi o 868 mieszkańcach, którzy zajmowali 113 domów.
W 1831 r. po raz kolejny na Spiszu pojawiła się zaraza – cholera. Powolny rozwój osady był możliwy dopiero po otwarciu połączenia kolejowego z Bogumina do Koszyc w II połowie XIX wieku (Kolej Koszycko-Bogumińska). Razem z koleją, oprócz nowinek technicznych i politycznych, przyszła również madziaryzacja – w 1883 r. oficjalnie zmieniono nazwę na Szepessümeg (Szepes – Sűmegh). Spis z 1910 wykazał, że mieszkali tutaj głównie Słowacy, nieco ponad 6% było Węgrów, Niemców 4,3%.
Od 1918 Smižany weszły w skład Czechosłowacji, już bez praw miejskich. W 1930 r. pojawiło się oświetlenie elektryczne. Podczas II wojny światowej mieszkańcy walczyli na froncie wschodnim – miejscowość została zajęta 27 stycznia 1945 r. W latach 80. XX wieku wybudowano w Smižanach kilka bloków mieszkalnych, które zakłóciły dotychczasowy układ architektoniczny.

## Nazwy wsi na przestrzeni wieków
- (1246: Micha)
- 1254: Sumugh
- 1282: Simigium
- 1293: Sumugy
- 1345: Somogy
- 1570: Smizsán
- 1651: Smizany

- Nazwy niemieckie: Schmögen, Schmegen
- Nazwy węgierskie: Smizsány, Smizsán, Szepessümeg

## Demografia
Liczba mieszkańców:
- 1869 – 1277,
- 1900 – 1279 w 182 domach,
- 1921 – 1443 w 204 domach,
- 1930 – 1786 w 274 domach,
- 1950 – 2255 w 367 domach,
- 1980 – 4878 w 919 domach,
- 2001 – 7847 w 1102 domach,
- 2011 – 8629.
  - 80,4% mieszkańców deklaruje się jako rzymscy katolicy (6942). Ewangelików jest 235 (2,7%), grekokatolików 142 (1,6%). Pozostałe wyznania stanowią łącznie 1,3% (115 osób); 610 osób to ateiści (7,1%), 585 osób nie podało informacji na temat wyznania (6,8%).
  - 7240 mieszkańców zadeklarowało narodowość słowacką – stanowi to 83,9% mieszkańców gminy. 1094 osoby zadeklarowały narodowość romską (12,7%), czeską 17 (0,2%), węgierską 2, rusińską 12, ukraińską 7, po 8 niemiecką i polską, bułgarską 2. 224 osoby (2,6%) nie udzieliły odpowiedzi na pytanie o narodowość[8].

## Zabytki
- kościół katolicki z XIII wieku, początkowo romański, następnie kilkukrotnie przebudowywany.
- neoklasyczny kościół ewangelicki z 1928.